# Leucon medius
Leucon medius är en kräftdjursart som beskrevs av Bishop 1981. Leucon medius ingår i släktet Leucon och familjen Leuconidae. Inga underarter finns listade i Catalogue of Life.